# Splendidonemia splendida
Splendidonemia splendida är en insektsart som beskrevs av Oliver Zompro 2004. Splendidonemia splendida ingår i släktet Splendidonemia och familjen Heteronemiidae. Inga underarter finns listade i Catalogue of Life.